# Mallochomacquartia flavohirta
Mallochomacquartia flavohirta är en tvåvingeart som först beskrevs av Malloch 1938.  Mallochomacquartia flavohirta ingår i släktet Mallochomacquartia och familjen parasitflugor. Inga underarter finns listade i Catalogue of Life.